# Radio Studio 54 Network
A Radio Studio 54 Network vagy Studio 54 Network egy olasz magánrádió-állomás, székhelye Locri (Calabria). Adásai az FM-sáv 14 hullámhosszán, öt dél-olaszországi régió kilenc megyéjében (Messina, Reggio Calabria, Vibo Valentia, Catanzaro, Cosenza, Crotone, Lecce, Potenza és Salerno) foghatóak. Műsorai jellemzően zenei slágerek és valós idejű hírek, információk továbbítása 28 napos frissítéssel.
|  | „Mottó: »A zenében az a jó, hogy amikor megüt, nem érzel fájdalmat« Bob Marley” |
|  |                                                                                 |

## Története
A Studio 54 Network 1985. június 6-án született Pietro Parreta és Francesco Massara ötlete nyomán Enzo Gatto, Memmo Minniti, Pietro Musmeci alapító tagokkal, először Radio DJ Club Studio 54 néven.
Mint majdnem mindegyik független olasz rádió, először csak tréfából jött létre, majd később, az 1990-es évek elején felmerült a professzionális célok megvalósításának szándéka.
1991-ben az első calabriai rádió volt, valamint az első Olaszországban, amely RDS-technológiát alkalmazott.
1994-ben áttértek a digitális műsorterjesztésre, azóta az adás minősége összehasonlíthatatlan az analóg technikáéval. Ezzel az első adó volt Calabriában, amely e célkitűzést megvalósította, és az első Olaszországban, amely teljes mértékben digitális technológiát használt erre a célra.
1995-től a többi calabriai rádióadó jogainak megszerzésével kiterjesztette hallgatótáborát először Calabriában, majd a szomszédos régiókban is.
1997-ben az egyik első olasz rádió volt, amely kísérleti adásokat indított, leginkább online digitális terjesztés formájában, a Real Audio technológia alkalmazásával.
1998-ban változtatta meg a nevét Studio 54 Networkre.
2000-ben az első mobil stúdió felépítése új műsorterjesztési politika kezdetét jelentette: 
a rádió, amely a tengerpartról sugároz, az emberek között.

## Műsorai
- 54 News, hírek, információk valós időben, 7.00-21.00, minden egész órában
- Soundtracks - il cinema alla radio, moziról a rádióban, 08.40, 15.10 és 23.00
- Promodisco, lemezbemutató, 12.40, 17.40 és 19.40
- Area 54 - All days, 14.30 és 21.30
- Pezzi da 90, 22.00
- Rock Italia, 08.40, 09.45, 21.20 és 23.45
- Italia in Prima Pagina, információ és mélyelemzés, 06-tól 10-ig
- Rock Collection, 14.00 és  21.00
- 54 Disco Hit, 07.30, 13.00, 18.00 és 22.00
- Rock a Mezzanotte, éjfél után
- Action Parade,  09.45 és 22.20
- The Ultimate Ipod Collection, 10.20 és 02.20
- Edizione Limitata,  20.40 és 03.40
- Concerto Impossibile, 03.20 és 20.40
- Emozioni, 23.30
- Déjà vu, 12.30
- Celebrity, 10.10 és 21.30
- Storie, 14.00 és 18.40

## Jelenlegi munkatársai
- Főszerkesző: Francesco Massara
- Hangtechnikusok: Giuseppe Romeo, Mimmo De Marco, Piero Fiumanò, Vincenzo Macrì
- Műsorvezetők: Rossella Laface, Enzo DiChiera, Marika Torcivia, Demetrio Malgeri, Franco Siciliano, Paolo Sia, Mara Rechichi
- Zenei kiadásért felelős: Daniela Panetta
- Zenei szerkesztők: Francesco D'Augello, Daniela Panetta[2]

## Egykori munkatársai
Memmo Minniti, Tommaso Massara, Clementina Parretta, Enzo Gatto, Francesca Ritorto, Pino Martelli, Espedita Rechichi, Sergio Minniti, Gianluca Laganà, Rossana Pedullà, Ugo La Macchia, Paolo Guerrieri, Antonio Lombardo, Rosy Carelli, Giuseppe Galluzzo, Peppe Lentini, Paolo Guerrieri, Chiara Mearelli, Luca Filippone, Enrico Ventrice, Valentina Ammirato, Massimo Apa,  Emily és Debora LoGiacco,  Barbara Costa, Pasquale Fragomeni, Roberta Rupo, Veronica De Biase, Valentina Geracitano, Francesco Cunsolo, Francesco Parasporo, Antonella Romeo, Eleonora Femia, Rosana ésRegina Garofalo, Debora Sainato, Ugo Lully Tommaselli, Pino Trecozzi, Luigi Grandinetti, Eddy és Ottavia Lombardo, Antony Greco, Sandro Pascuzzo, Giuseppe Evalto, Stefania Morabito.